# Rue89
Rue89 ist ein Onlinemagazin, das von ehemaligen Journalisten der Tageszeitung Libération am 6. Mai 2007, während der zweiten Runde des französischen Präsidentenwahlkampfes, gegründet wurde. Ähnlich wie bei Mediapart, handelt es sich dabei um eine zum Teil durch Werbung finanzierte Seite, die aber frei und kostenlos für den Internetnutzer zugänglich ist. Seit August 2010 wird auch eine gedruckte Monatsausgabe im Zeitschriftenhandel vertrieben.
Nach Umfragen von Mediametrie-NetRatings lag Rue89 im September 2008 an zehnter Stelle der meistgenutzten Websites in Frankreich. Nach Spiegel Online hat sich mit Mediapart und Rue89 eine Form der Online-Veröffentlichungen in der französischen Medienlandschaft herausgebildet, die sich auf  Enthüllung von „Skandalen“ spezialisiert hat.

## Geschichte
Rue89  wurde im Mai 2007 von Pierre Haski (Präsident der Gesellschaft Rue89 und Direktor für Öffentlichkeitsarbeit), Laurent Mauriac (Generaldirektor), Pascal Riché (Chefredakteur), Arnaud Aubron (Webmaster/Herausgeber) und Michel Levy-Provencal gegründet. Der Redaktionssitz ist zurzeit 24, rue de l’Est im 20. Arrondissement.
Pascal Riche wählte den Namen „Rue89“ (= Straße 89), weil sie ein Ort der Begegnung und Diskussion sein solle und die Zahl 89 an den Berliner Mauerfall (1989), die Französische Revolution (1789) und die Entstehung des World Wide Web (1989) erinnere. Seit dem 14. Mai 2007 wurde Rue89 unter den Benutzern zunehmend bekannter. Sie meldete die  Abwesenheit von Cecilia Sarkozy während der zweiten Runde des Präsidentschaftswahlkampfs und verbreitete die  Nachricht, die Wochenzeitung „Le Journal du Dimanche“ habe die Information in letzter Minute zurückgehalten. Hierdurch entstand der Eindruck, die französische Regierung habe  Druck auf die Presse ausgeübt. In Verdacht stand der französische Medientychoon Arnaud Lagadere, ein enger Freund von Nicolas Sarkozy.	 		
Im September 2007 enthüllte die Seite, dass der Berater Alexis Debat, vorrangig angestellt bei ABC News und bei The National Interest,  mehrere Gespräche, u. a.  mit Alan Greenspan, Bill Clinton, Michael Bloomberg, Bill Gates und Kofi Annan, frei erfunden habe.
Am 27. Juni 2008 gab Rue89 die Erhöhung ihres Eigenkapitals in Höhe  von 1,1 Mio. Euro bekannt, was bedeutet, dass die Gründer Majoritätsaktionäre mit 51,3 % am Firmenkapital bleiben. Im Dezember 2009 erhielt Rue89  Fördergelder von 249.000 Euro von der  Entwicklungsgesellschaft für Medien, die nicht dem Ministerpräsidenten untersteht.
Am 1. Oktober 2008 stellte Rue89 die  Seite Eco89 ins Netz, die sich überwiegend mit Wirtschaftsthemen beschäftigt. Außerdem gibt es eine Ausgabe des Magazins für die kanadische Provinz Québec sowie zwei fremdsprachige Ausgaben, eine spanischsprachige sowie eine Version in japanischer Sprache.
Seit Juni 2010 gab es eine monatliche gedruckte Ausgabe mit den wichtigsten im Vormonat im Netz veröffentlichten Artikeln. Die Printausgabe wurde 2012 eingestellt.
Im Dezember 2011 wurde die Übernahme durch den Nouvel Observateur bekanntgegeben.